# Schirmeck
Schirmeck – miejscowość i gmina we Francji, w regionie Grand Est, w departamencie Dolny Ren.
Według danych na rok 1990 gminę zamieszkiwało 2167 osób, a gęstość zaludnienia wynosiła 190 osób/km² (wśród 903 gmin Alzacji Schirmeck plasuje się na 115. miejscu pod względem liczby ludności, natomiast pod względem powierzchni na miejscu 212.).